# Out of Step (Band)
Out of Step ist eine deutsche Hardcore-Punk-Band aus Hamburg.

## Geschichte
Out of Step wurde 2006 gegründet. Benannt ist die Band nach dem gleichnamigen Debütalbum der US-amerikanischen Hardcoreband Minor Threat. Sänger „Paddy“ war zuvor als Bassist und Sänger bei der Hamburger Hardcoreband Vindicator tätig gewesen. 2007 wurde eine erste EP produziert und in Eigenregie veröffentlicht. Nach einer Europatournee zerbrach 2008 oder 2009 das Line-up, und die Band zog sich für eine Weile von Tour- und Veröffentlichungsaktivitäten zurück, um neue Mitglieder anzulernen.
Nach einer weiteren EP aus dem Jahr 2010 erschien das Debütalbum Mr. X and Mr. T 2012 beim saarländischen Label District 763 Records (Blackest Dawn, In Other Climes). 2013 absolvierten Out of Step eine Tournee durch Serbien. 2017 fand eine gemeinsame Tournee mit der Frankfurter Band Veilside statt, die neun Termine in Deutschland und Tschechien umfasste. Anfang der 2020er-Jahre tourte die Band durch Europa und Südasien.

## Stil
Metal.de sah in der Musik des Albums Mr. X and Mr. T Old-School-Hardcore im Stil der 1980er-Jahre, allerdings erinnerten die „stinklangweiligen, absolut gleich klingenden“ Titel des Albums an „die miserablen Anfänge von Minor Threat oder Slapshot“. Der Gesang sei zudem in „grausigem Englisch“ gehalten. Für die Kieler Nachrichten besteht die Musik der Band aus „extrem kurze(n), aber ultraharte(n Hardcore-) Nummern“ mit Metal-Einflüssen. Das norddeutsche Webzine DreMiFueStiAs bezeichnet die Musik der Band als „Old School Hardcore“, der positive Energie ausstrahle.

## Diskografie
- 2007: Moshing with a Smile (EP, Eigenvertrieb)
- 2008: Always First Row (EP, Eigenvertrieb)
- 2010: Sometimes Posi (EP, Tank Records)
- 2012: Mr. X and Mr. T (District 763 Records)
- 2022: Don’t Look Back (EP, Dedication Records)